# 加斯克特 (加利福尼亞州)
加斯凱特（英語：Gasquet）是位於美國加利福尼亞州德爾諾特縣的一個人口普查指定地區。

## 地理
加斯凱特的座標為41°50′43″N 123°58′10″W / 41.84528°N 123.96944°W，而該地最高點為海拔高度117米（即384英尺）。

## 人口
根據2010年美國人口普查的數據，加斯凱特的面積為12.491平方千米，當中陸地面積為12.319平方千米，而水域面積為0.172平方千米。當地共有人口661人，而人口密度為每平方千米52人。